# Euphrasia orthocheila
Euphrasia orthocheila är en snyltrotsväxtart. Euphrasia orthocheila ingår i släktet ögontröster, och familjen snyltrotsväxter.

## Underarter
Arten delas in i följande underarter:
- E. o. orthocheila
- E. o. peraspera